# GRAF+ZYX
GRAF+ZYX ist ein Künstlerduo aus Wien und wurde 1980 von Inge Graf und Walter Zyx gegründet. Beide leben und arbeiten als freischaffende Künstler in Wien und Niederösterreich. Das Werk von GRAF+ZYX lässt sich in die Kategorie Projekt- und Medienkunst einordnen.

## Biografie
Inge Graf (* 1949 in Wien) erfuhr eine Ausbildung am Institut für Heimerziehung, die sie mit dem Diplom abschloss. Sie studierte anschließend Politikwissenschaft und Publizistik an der Universität Wien und seit 1977 dann Fotografie und Film. Von 1980 bis 1985 war sie an der Universität für Angewandte Kunst Wien in der Meisterklasse bei Oswald Oberhuber. 1985 schloss sie mit dem Diplom Mag. art. ab.
Walter Zyx (Geburtsname Eberl, *1950 in Wien) absolvierte eine Ausbildung in klassischer Violine in Wien. Er belegte Indische Musik am Instituto Canneti in Vicenza (Italien) und erfuhr die Ausbildung an der Dilruba bei Acharya Manfred Heinrich Junius. Er studierte Psychologie und Philosophie an der Universität Wien und beschäftigt sich seit 1980 mit Elektronische Musik, Musikproduktion und experimentelles Video.

### Preise
- 1984 für die Musik zu Peter Weibels Johnny Filter den Clio Awards (original music scoring), New York. Auftraggeber Austria Tabak Werke
- 1985 für den Videoclip "Step/4 to Electronic Futurism" den Albert Paris Gütersloh Preis der Hochschule für angewandte Kunst in Wien
- 1986 erhielten sie den Auftrag für die Ars Electronica ’86. Es entstand "Achtung! Raum-Kontrolle" (Musikvideo)
- 1986 wurden sie zur Teilnahme am Förderprogramm der Art Basel (Galerie Grita Insam) Das Bild vom Ich, Perspective ’86 eingeladen
- 1991 Preis der Stadt Wien für Projektkunst
- 2016 Niederösterreichischer Kulturpreis – Würdigungspreis[1]

### Tätigkeiten
1982 waren die Künstler Gründungsmitglieder von »Tanztheater Wien« (Tanzkompanie) und gründeten ein Jahr später das Label »Museum of Private Arts« (MoPA). Gemeinsam mit Andrea Dee, Eveline Egerer, Susanne Korab, Daniel Sandner, Carlo Hufnagl und dem Medientheoretiker Alfred Smudits gründeten sie 1984 den Verein zur Förderung medialer Selbstrepräsentation von Kunstschaffenden Kunst Schwer. 1985 wurden sie Mitglieder der Künstlervereinigung Wiener Secession und von 1987 bis 2000 waren sie im Vorstand der Secession vertreten. Mit Jana Wisniewski (Künstlerin und Kunstjournalistin) und Josef Wais (Künstler und Designer) gründeten sie 1987 die Stilbruch Ag (Arbeitsgemeinschaft für zeitgenössisches Design). Außerdem riefen sie die »Transmitter-X.org« (Webspace für interdisziplinäre Kunstprojekte, 2004), die »IX-O.com« (Webspace für anonyme Kunstprojekte, 2006) und den »:(KV-N)« (Verein zur Förderung zeitgenössischer interdisziplinärer/multimedialer Kunst in Praxis und Theorie im virtuellen sowie im realen Raum, 2007) ins Leben.
GRAF+ZYX veröffentlichten Kritik an NetzNetz, dem ehemaligen Fördermodell für Netzkultur der Stadt Wien, in Form einer dadaistischen Multimedia-Website.

## Projekte (Auswahl)

### Aufführungs- und Ausstellungstätigkeit
- Seit 1980 ausschließlich gemeinsame Projekt- und Ausstellungstätigkeit unter »GRAF+ZYX: Mediensynthetische Programme« in den Bereichen Video- und Computerkunst, Web- und Datenbank-Design und -Programmierung, Videoskulptur, Musik und Möbelobjekt.

### Kuratorische Projekte
- 1987: Junge Szene Wien ’87. Multimediale Kunst. Kuratierung der Ausstellung und Ausstellungs- bzw. Dokumentationsgestaltung im Auftrag des Vorstands (Präs. Edelbert Köb) der Wiener Secession | Wien (Katalog + Videodokumentation) Internetprojekt 2006
- 1989: Herz von Europa. Infermental 9, Wien 1989. Kuratierung, Gesamtgestaltung und Produktion der 5-stündigen Videoedition gemeinsam mit Ilse Gassinger. Supervision Chris Hill | International (Katalog + Videodokumentation). Premiere 2/89 · 39. Internationale Filmfestspiele Berlin 1989 · 19. Internationales Forum des Jungen Films | Berlin
- 2005: Nomaden der Zeit. Echo der Vergangenheit. Medienkunst aus Österreich 1979–1990. Idee, Kuratierung, Gestaltung, Produktion. Internetprojekt und DVD-R-Edition. Transmitter-X.org (Hg.), Präsentation in der Wiener Secession
- 2007: 1.X-tended. Von Menschen, Maschinen, Avataren und anderen interessanten Rechenoperationen. Idee, Kuratierung, Gestaltung, Produktion. Ausstellung im Stadtkeller und im Egon-Schiele-Museum Neulengbach | NÖ, Internetprojekt und DVD-R-Edition
- 2008: 2.X-tended. vXs:(KV-N) 08. ExperimentalVideoSoundContest. Rhiz | Wien. Idee, Gestaltung, Contest, Internetprojekt

### Kunst am Bau (Elektronische Räume)
- 1986: ORF-Videonale ’86. Gesamtgestaltung (Sendung Studio 1 Wien, Eröffnung Landesstudio Linz, TV-Spot und Musik) im Auftrag des ORF, 3-Sat
- 1991: Raumkonstruktion. Musikgesteuertes Laserobjekt – Kunst am Bau im Satellit des Innovationscenter der Emco Maier Ges.m.b.H.

### Corporate Design, Logoentwicklung
- 1992 Kunsthalle Wien – Logo, Schriftzug (KUNSTHALLEwien), Drucksorten (-1996). Auftraggeber: Direktor Toni Stoss
- 1995 WFF Wiener Filmfinanzierungsfonds – Logo, Schriftzug, Drucksorten, Logo für den Filmnachspann. Auftraggeber: Wolfgang Ainberger
- 1996 KUNSTHALLEwien – Umgestaltung aller Drucksorten. Auftraggeber: Direktor Gerald Matt
- 2002 FFW Filmfonds Wien – Logo, Schriftzug, Drucksorten, Permanentes Logo für den Filmnachspann (Blizz Frizz). Auftraggeber: Peter Zawrel

## Publikationen
| - 1981: Trust No Woman, LP : OK 76.23561 : 00:39:55 – Komposition, Instrumente, Stimmen, Produktion und © ZYX. Cover und Inlay: InFra. Auftrag: RCA Musica - 2007: Trust no Woman plus : Audio-CD Klanggalerie [gg84] – (77-84) Komposition, Instrumente, Stimmen, Produktion © GRAF+ZYX. Gesamtgestaltung: GRAF+ZYX. Auftrag: Klanggalerie, Wien - 2007: Early Recordings 77–83 : LP Vinyl-On-Demand [VOD42] – Komposition, Instrumente, Stimmen, Produktion und © GRAF+ZYX. Covergestaltung: Joachim Jalowy/dreiraum. Fotos: GRAF+ZYX. Auftraggeber: Vinyl-On-Demand - 2009: When Darkness comes und andere obskure Dialoge mit der Welt : DVD-R (19 Musikvideos, Dauer 1:03:34) – Video, Musik und Gesamtgestaltung: GRAF+ZYX. MoPA | - 2005: AMOK : 5 Tableaus mit Video, Musik und Text - 2007: I-F.IT : Webclip - 2008: POOR CAT : Webclip - 2009: DataBase 98 | - 2004: Transmitter-X.org - 2005: Nomaden der Zeit - Echo der Vergangenheit - 2005: Junge Szene Wien '86. Multimediale Kunst - 2005: ZeitDrift\| \|TrifftRhiz - 2006: Infermental 9. Wien 1989. 5 Stunden Videokunst - 2007: 1.X-tended - 2007: Trust no Woman (CD) - 2007: Early Recordings (Vinyl) - 2008: 2.X-tended. vXs:(KV-N) 08 |

### Fernsehen, Kino (Auswahl)
- 1982: Austria Wochenschau. Portrait zur LP Trust No Woman. Walter Knofel, Austria Wochenschau
- 1985: Kunststücke. Museum of Private Arts, Vol. 7. Video-Musikprogramm 00:45:00. Moderation Dieter Moor, ORF Fernsehen, 3sat | Wien
- 1990: Künstlerlexikon. Portrait GRAF+ZYX. Traude Hansen, Harald Sterk. ORF Fernsehen, 3sat | Wien
- 1991: Herbert Link, Videokatalog GRAF+ZYX. Kunst Können. (Hg.) Kulturabteilung der Stadt Wien | Wien

### Print- und Webmedien (Auswahl)
- 1981: Franz Manola: Der schnelle Tod des Roter Rot | ZYX und sein Synthesizer-Debütalbum »Trust No Woman«. Die Presse Spectrum 10 / 03 | Wien
- 1982: Franz Manola: Alltagschoreographien und fliegende Menschen. Liz King und Inge Graf, die zentralen Damen des »Tanztheaters Wien«. Die Presse | Wien
- 1983: Bepi Maggiori: Una Casa Laboratorio. Casa Vogue
- 1985: Markus Brüderlin: Video – 20 Jahre Später. Synthetische Sinnlichkeit aus Zelluloid und Fluoreszenz. Ein Beitrag von GRAF+ZYX zum digital kodierten Kosmosparadies von morgen. Kunstforum International | Köln
- 1989: Friedemann Malsch: Im Netz der Systeme: Herz von Europa. Infermental 9. 103 Kunstforum International | Köln
- 1989: GRAF+ZYX, Objekte des Konterdesigns. (Hg.) Eva & Co
- 1990: Möbeldesign mit Witz und Stil von der Wiener Gruppe Stilbruch AG. 01/90 Schöner Wohnen
- 1990: Edith Decker: Künstlerpaare – GRAF+ZYX. Band 106. Kunstforum International Dokumentation | Köln
- 2007: Gerhard Stöger: Mysterium ZYX. Datum 9 / 2007, Print- und Webversion | Wien
- 2007: Christa Benzer: Im blauen Licht der Vor-Computerzeit: Zum ersten Teil der DVD-Kompilation "Nomaden der Zeit" von transmitter-x.org. Band XII, Heft1 / 07, Print- und Webversion | Wien
- 2009: Mythos Medienkunst - Versorgerin
- 2009: Viennese Waltz: Trust no Woman plus
- 2009: Jana Wisniewski : Symbiotische Gesamtkunstwerke vom Musikvideo bis zur Netzkunst